# Mont Chauve (Guyane)
Pour les articles homonymes, voir Mont Chauve (homonymie).
Le mont Chauve est un inselberg culminant à 387 mètres d'altitude en Guyane, dans le Massif central guyanais.
Le mont se nomme ainsi car son sommet est dépourvu d'arbres.

## Localisation
Le mont Chauve est un inselberg qui se situe dans le bassin de l'Approuague.

## Nature et protection
Le mont est situé dans la ZNIEFF de type I dite « du mont Chauve ».